# MIS Quarterly
Management Information Systems Quarterly (MIS Quarterly, MISQ) ist eine viermal jährlich erscheinende wissenschaftliche Zeitschrift zu wirtschaftsinformatischen Themen. Sie wird von der University of Minnesota herausgegeben und gilt als eine der angesehensten Zeitschriften ihrer Fachrichtung. Derzeitiger Chefredakteur ist Susan Brown.

## Rezeption
Das Zeitschriften-Ranking VHB-JOURQUAL 3 (2015) stuft die Zeitschrift in die beste Kategorie A+ ein, das Zeitschriften-Ranking des Handelsblatt Betriebswirte-Rankings (2009) stuft es in die Kategorie 0,70 ein. Das Zeitschriften-Ranking der britischen Association of Business Schools (2010) stuft es in die beste Kategorie 4* ein. Neben Information Systems Research gehört MIS Quarterly somit zu den beiden führenden Zeitschriften ihres Faches.